# Fedra (film din 1956)
Fedra (titlul original: în spaniolă Fedra) este un film dramatic spaniol, realizat în 1956 de regizorul Manuel Mur Oti, după piesa omonimă a lui Seneca, protagoniști fiind actorii Emma Penella, Enrique Diosdado, Vicente Parra și Manuel de Juan.
Mur Oti arată valabilitatea eternă a poveștii tragice și a mitului, punându-l într-un context nemuritor, conținând în același timp trăsături contemporane încadrate în anii cincizeci, într-un sat de pescari din Levant. Cu aceasta, atinge un punct culminant emoțional, în care protagonista Emma Penella emană senzualitate într-o societate obscurantistă și extraordinar de închisă.

## Rezumat
Într-un mic sat de pescari locuiește Estrella, o tânără nestăpânită, îndrăgostită de toți bărbații din oraș, pe care îi respinge mereu. Într-o zi, un bogat armator, Juan, ajunge în oraș și se îndrăgostește de ea și o cere sincer să se căsătorească cu el, dar el va aștepta până când ea îl iubește. Pe măsură ce zilele trec, în oraș sosește un băiat de care Estrella se îndrăgostește nebunește: Fernando (Hipolit al mitului grec), fiul bogatului armator. În mod firesc, Estrella nu îi întoarce avansurile dar când află că Fernando este fiul lui Juan, pentru a fi aproape de el îi vine proasta idee să se căsătorească cu tatăl său. Coexistența devine insuportabilă și într-o noapte când Juan a ieșit cu flota sa de pescuit și bate neîncetat un aprig vânt din estul Levantului, Estrella îi mărturisește întregul adevăr lui Fernando. El fuge laș și ea îl urmărește. Bătrânele vrăjitoare ale orașului văd totul. Estrella îl ajunge din urmă pe Fernando și el o lovește sadic cu un bici.
Când Juan se întoarce cu bărcile sale, vede rănile lui Estrella și își forțează fiul să se îmbarce și să plece în mijlocul furtunii. Fernando cade în apă și se îneacă. Bătrânele vrăjitoare ale orașului dau vina pe Estrella pentru acea moarte și o urmăresc pe stânci, dar ea reușește să scape. A doua zi dimineață vede cadavrul lui Fernando plutind în mare, înoată spre el și se scufundă cu Fernando în adâncurile mării.

## Distribuție
- Emma Penella – Estrella
- Enrique Diosdado – Don Juan
- Vicente Parra – Fernando, fiul său
- Manuel de Juan – Matías
- Raúl Cancio – Vicente
- Rafael Calvo – Pedro
- Porfiria Sanchíz – Rose
- Alfonso Rojas – Souto
- Ismael Elma – Ismael
- Xan das Bolas – (nemenționat)
- Mariano del Cacho – (nemenționat)
- José Riesgo – (nemenționat)

## Premii și nominalizări
- 1956 – Emma Penella a câștigat Medalia Cercul Scriitorilor de Film pentru cea mai bună actriță pentru interpretarea ei în filmul Fedra.[4]